# Boise State University
De Boise State University (BSU) is een Amerikaanse openbare onderzoeksuniversiteit gevestigd in Boise in de staat Idaho. De universiteit werd opgericht door de Episcopaalse Kerk in 1932 als Boise Junior College, nadien Boise State College. In 1974 werd het een staatsuniversiteit en kreeg de instelling zijn huidige naam.